# Авторські таблиці

На світлині код А66 відповідає маркуванню згідно з авторською таблицею

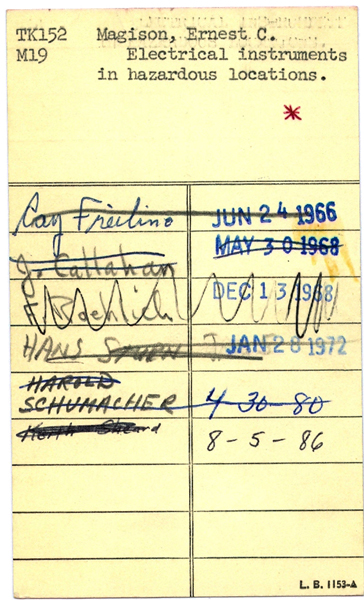
Картка видачі книжок

А́вторські табли́ці — спеціальні таблиці, складені по буквах алфавіту, що служать для полегшення розстановки книжок на бібліотечних полицях в точному алфавітному порядку. Перші авторські таблиці створені американським бібліотекознавем Ч. Кеттером в кінці 19 століття.
Двозначними авторськими таблицями користуються в масових бібліотеках. У них на кожну букву алфавіту дається таблиця, що складається з розташованих в строгому алфавітному порядку складів і відповідних їм двозначних чисел — від 11 до 99 (включно). Напр.:
| A 11 | Aa 12 | Аб 13 | Абе 14 |
| Бав  | Баг   | Бад   | Баж    |

На книжках проставляється т. зв. авторський знак, що складається з першої літери прізвища автора (чи першої літери назви книги, якщо вона позначається не за автором) і такого числа з авторської таблиці, що відповідає стилю, найближчому за написанням до перших літер прізвища або назви. Наприклад, прізвище Абашидзе отримує авторський знак А 13. За таким же принципом складені і тризначні авторські таблиці з рядом чисел від 11 до 999 (включно). Тризначні авторські таблиці застосовуються в бібілотеках зі значнішим фондом.
У СРСР поширені двозначні і тризначні авторські таблиці. Для розстановки книг, написаних на різних мовах народів СРСР, розроблені авторські таблиці, відповідні алфавіту цих мов.
Любов Хавкіна розробила таблиці для російської, а також для української та білоруської мови. Національні таблиці суміщені з російськомовними, завдяки цьому книги українською та російською мовою розташовуються в єдиному алфавітному порядку. Однак ця особливість ускладнює визначення авторського знака для україномовних книг, бо не дотримується строгий алфавітний порядок. Фактично ім'я автора (чи заголовок) треба транскрибувати російською, щоб визначити авторський знак. Літері Є та сполученню ЬО відповідає російське Е (Е = Ё). Літери И, І, Ї, Й як правило не розрізняються. Однак іноді українське И слід передавати російським Ы, наприклад, одному початковому складу «Дир» відповідають різні знаки — Д47 (як «Дір») і Д90 (як «Дыр»), і відповідно, книги з такими знаками розміщуються не підряд за алфавітом, чого можна було б сподіватись. Непослідовно визначається і позиція апострофа — як Ь (наприклад, Лук'ян = Лукьян), як Ъ (Без'язикий = Безъязыкий), або зовсім пропускається (П'ятак = Пятак). Початкова українська літера Е заміняється на російську Э, наприклад «Еко» — Э40, а не Е45, як можна було б помилково визначити за авторськими таблицями.